# NGC 5489
NGC 5489 is een spiraalvormig sterrenstelsel in het sterrenbeeld Centaur. Het hemelobject werd op 1 juli 1834 ontdekt door de Britse astronoom John Herschel.

## Synoniemen
- ESO 271-21
- PGC 50701